# تيم الله (اسم)
تيمُ الله هو اسم علم مذكر عربي.

## معناه
هو مصدر للفعل: تامَه الحبُّ: ذلَّله. وهو كذلك اسم مفعول بمعنى: المستعبد، العبد، الذاهب العقل. وكانوا في الجاهلية يسمون به مركباً. فيقولون: تيم اللاة، تيم الله. معناه: عبد الله، المذلل لله.  قال ابن منظور في اللسان: «وأَصله مِنْ قَوْلِهِمْ تَيَّمه الحبُّ أَي عَبَّدَه وذلَّلَهُ، فَهُوَ مُتَيَّم، ‌وَمَعْنَى ‌تَيْمِ ‌اللَّهِ عبدُ اللَّهِ»